# تورین پرنس
تورین پرنس (انگلیسی: Taurean Prince؛ زادهٔ ۲۲ مارس ۱۹۹۴) بازیکن بسکتبال اهل ایالات متحده آمریکا است.
وی در مسابقات کشوری و بین‌المللی در مجموع برندهٔ ۱ مدال برنز شده‌است.